# Rhetinodendron
Rhetinodendron là một chi thực vật có hoa trong họ Cúc (Asteraceae).

## Loài
Chi Rhetinodendron gồm các loài: